# Petra Henzi

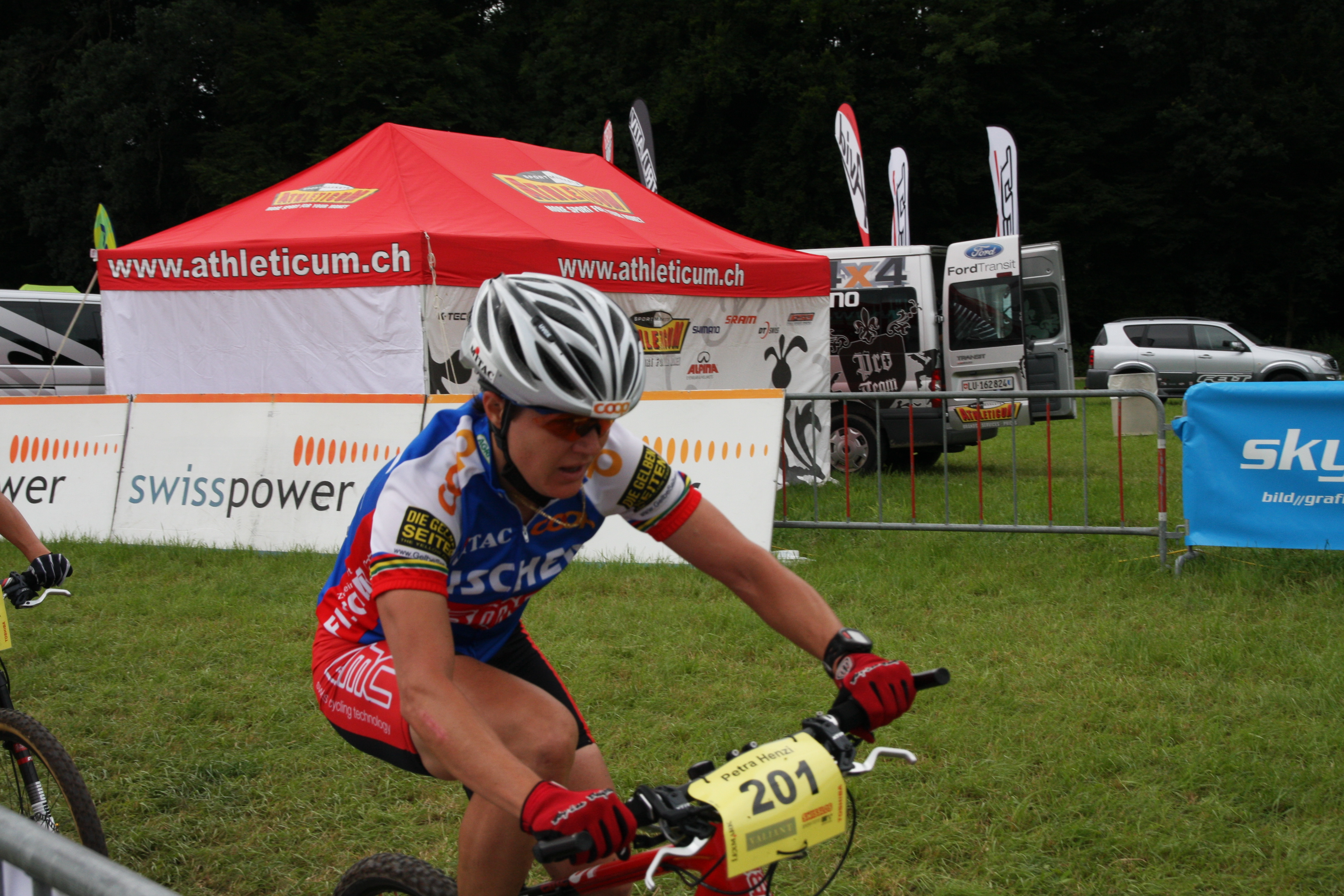
Petra Henzi an den Schweizer Meisterschaften 2008

Petra Henzi (* 14. Oktober 1969 in Rombach) ist eine ehemalige Schweizer Mountainbikerin.

## Karriere
1999 stiess Petra Henzi zum Team Fischer-BMC, dem sie bis zu ihrem Rücktritt 2010 angehörte. Ihre erste Topplatzierung erreichte sie an den Mountainbike-Europameisterschaften 2001 in St. Wendel, wo sie im Cross-Country den vierten Platz erreichte. 2002 holte sie an der Weltmeisterschaft in Kaprun die Bronzemedaille mit der Staffel. Ihre beste WM-Platzierung im Einzel erreichte sie 2005, als sie im italienischen Livigno die Bronzemedaille im Cross-Country holte. An den Olympischen Spielen 2008 in Peking erreichte sie im Cross-Country den sechsten Platz. Sie stand auch vier Jahre zuvor in Athen im Aufgebot, verletzte sich dort jedoch in einer Trainingsfahrt und konnte am Wettkampf nicht teilnehmen. Ihr grösster sportlicher Erfolg war der Marathon-Weltmeistertitel 2007 in Verviers, wo sie zusammen mit Christoph Sauser einen Schweizer Doppelsieg feiern konnte. Sie gewann insgesamt auch sieben Titel an den Schweizer Meisterschaften in den Disziplinen Cross-Country, Mountainbike-Marathon und Querfeldein.
2008 wurde Henzi zur Wahl der Schweizer Sportlerin des Jahres nominiert. Die Auszeichnung ging jedoch an die Kunstturnerin Ariella Kaeslin.

## Erfolge
Olympische Spiele:
- Peking 2008: 6. Rang im Cross-Country

Mountainbike-Marathon-Weltmeisterschaften:
- Lugano 2003: 5. Rang
- Lillehammer 2005: Bronze
- Oisans 2006: Silber
- Verviers 2007: Gold
- Graz/Stattegg 2009: Bronze

UCI-Mountainbike-Weltmeisterschaften:
- Kaprun 2002: Bronze in der Cross-Country-Staffel
- Livigno 2005: Bronze im Cross-Country
- Rotorua 2006: Gold in der Cross-Country-Staffel
- Fort William 2007: Gold in der Cross-Country-Staffel
- Val di Sole 2008: Silber in der Cross-Country-Staffel

Europameisterschaften:
- Wałbrzych 2004: Gold in der Cross-Country-Staffel
- Kluisbergen 2005: Silber in der Cross-Country-Staffel
- Lamosano 2006: Gold in der Cross-Country-Staffel
- Kappadokien 2007: Gold in der Cross-Country-Staffel

Schweizer Meisterschaften:
- 4-fache Schweizer Meisterin im Cross-Country (2003, 2005, 2006, 2007)[4]
- 2-fache Schweizer Meisterin im Mountainbike-Marathon (2005, 2006)
- Schweizer Meisterin im Querfeldein 2006[5]